# Petek
Petek (románul Petecu, németül Petek) falu Romániában Hargita megyében. A Székelyföld egyik peremfaluja.

## Fekvése
Székelyudvarhelytől 18 km-re délre, a Verőfény-tető lábánál fekszik, Kányádhoz tartozik, melytől 5 km-re délre van. Földrajzi koordinátái: é. sz. 46° 10′ 00″, k. h. 25° 14′ 00″46.166667°N 25.233333°E

## Története
1478-ban említi oklevél. Régi temploma 1587-ben épült a falutól távolabb és 1811-ben szélvihar áldozata lett. Mai református temploma 1811 és 1824 között épült.
Innen ered a Petky család, melynek legnagyobb alakja Petky János
erdélyi kancellár. 1876-ig Felsőfehér vármegyéhez tartozott.
Ortodox temploma 1938-ban épült, 1966-ban bezárták.
1910-ben 844 magyar lakosa volt. A trianoni békeszerződésig Udvarhely vármegye Udvarhelyi járásához tartozott. 
A második bécsi döntés annak ellenére sem érintette, hogy az új határvonal mentén feküdt, és magyar többségű volt, de a döntőbírák Románia birtokában kívánták hagyni a Brassó–Tövis vasútvonal egészét. 
1992-ben 317 lakosából 307 magyar és 10 cigány volt.